# مشتاني

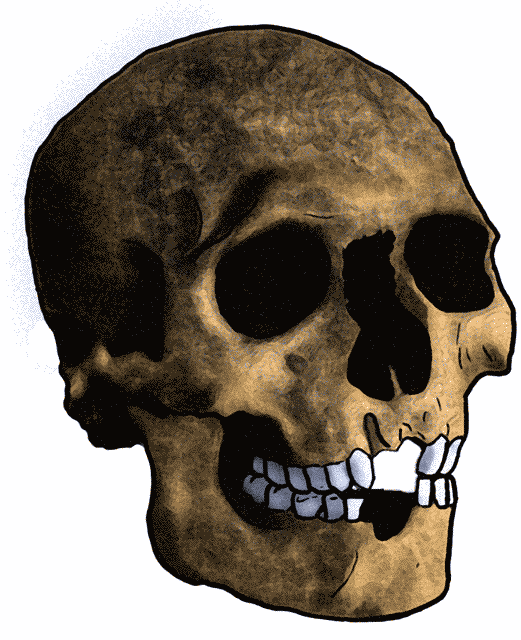
جمجمة مشتاني مستخرجة في قسنطينة، الجزائر.

الإنسان المَشْتَانِيّ أو إنسان أفالو (نسبة إلى مشتة العربي، مدينة بالجزائر) نوع من الإنسان العاقل الحديث. كان أحد أنواع للإنسان القبصي، وهو هجين بين النوع المتوسطي الأولي والنوع المشتي الأفلي.